# Bauhinia syringifolia
Barklya syringifolia là một loài thực vật có hoa trong họ Đậu. Loài này được (F. Muell.) Wunderlin miêu tả khoa học đầu tiên năm 1979.

## Hình ảnh

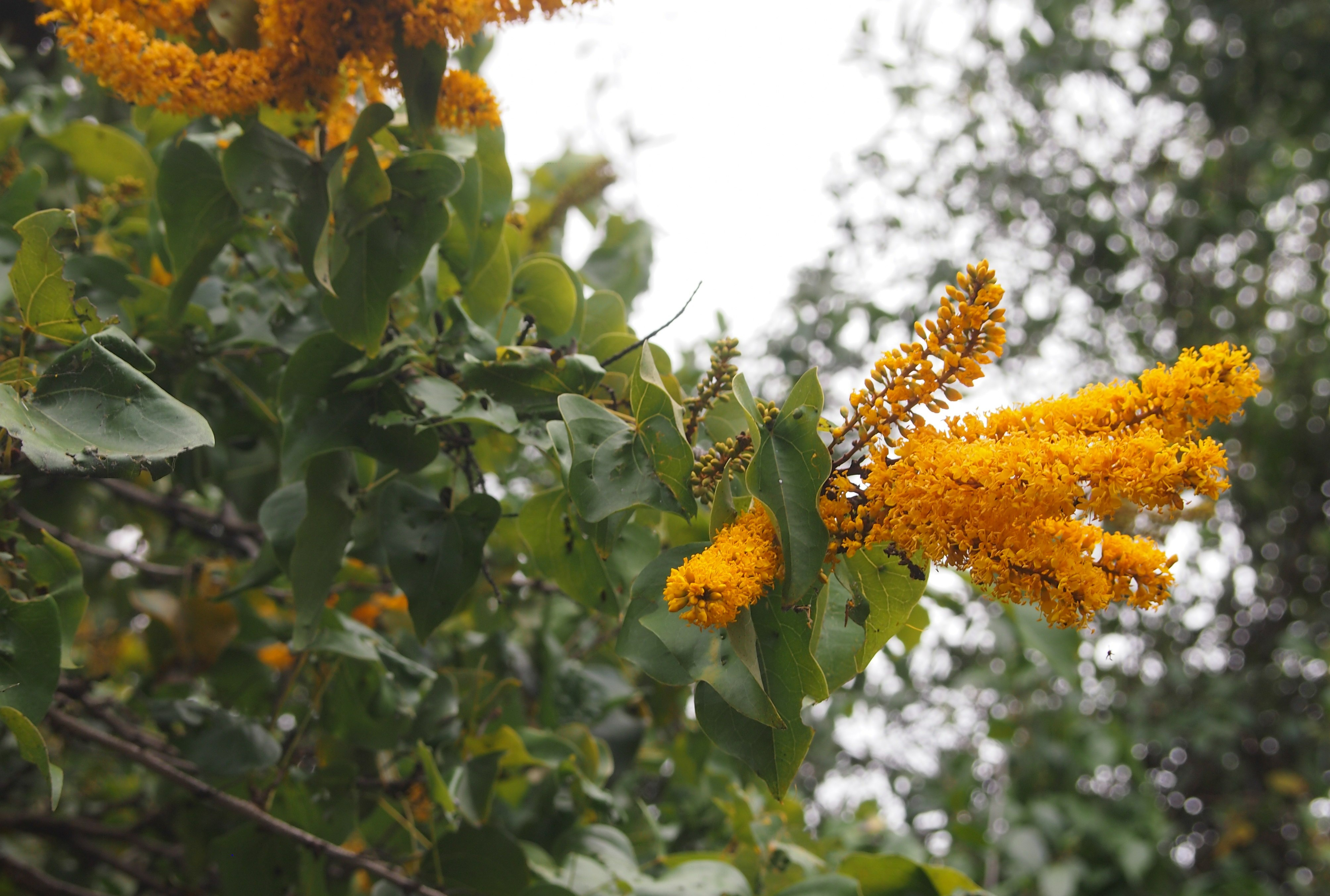
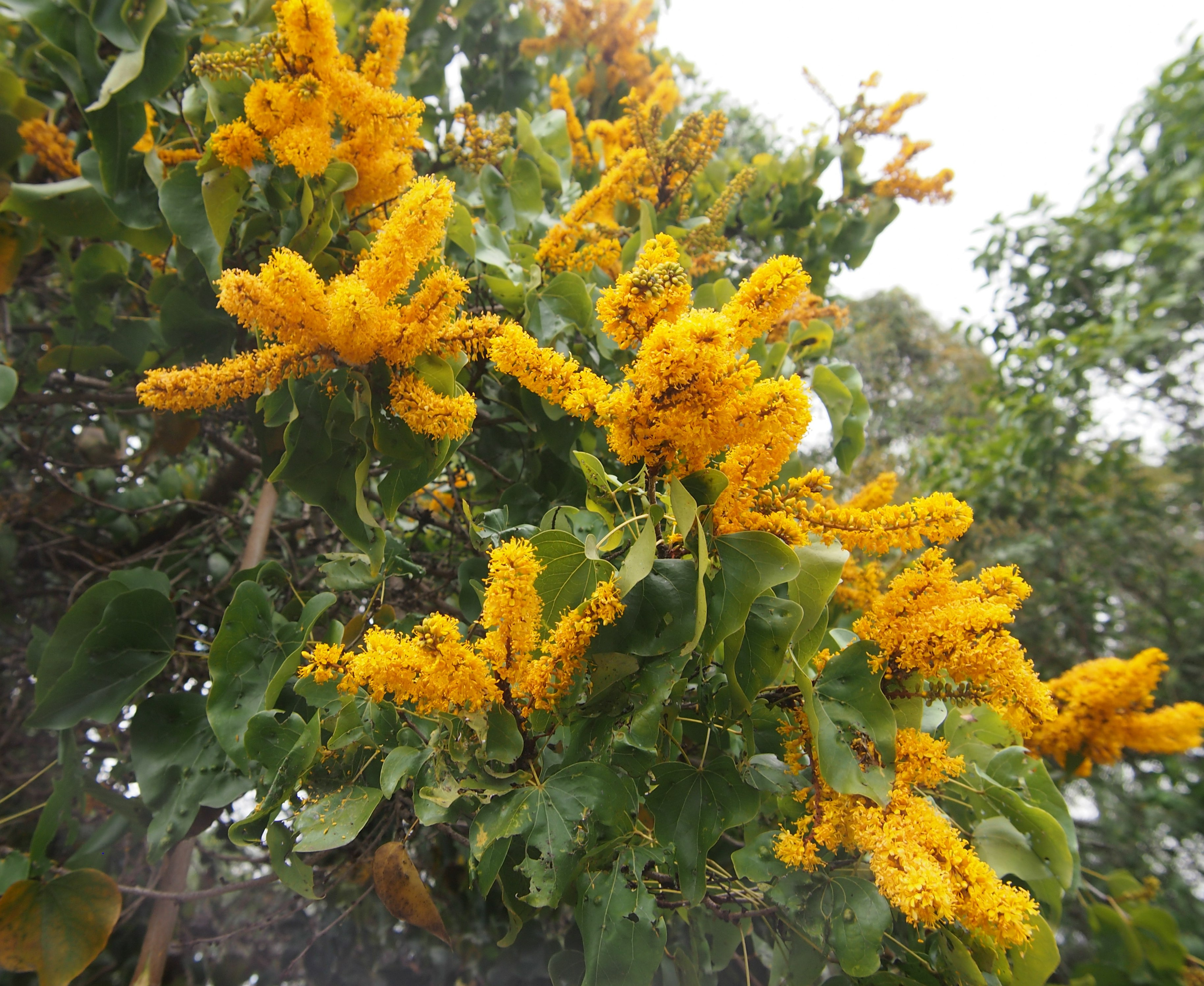
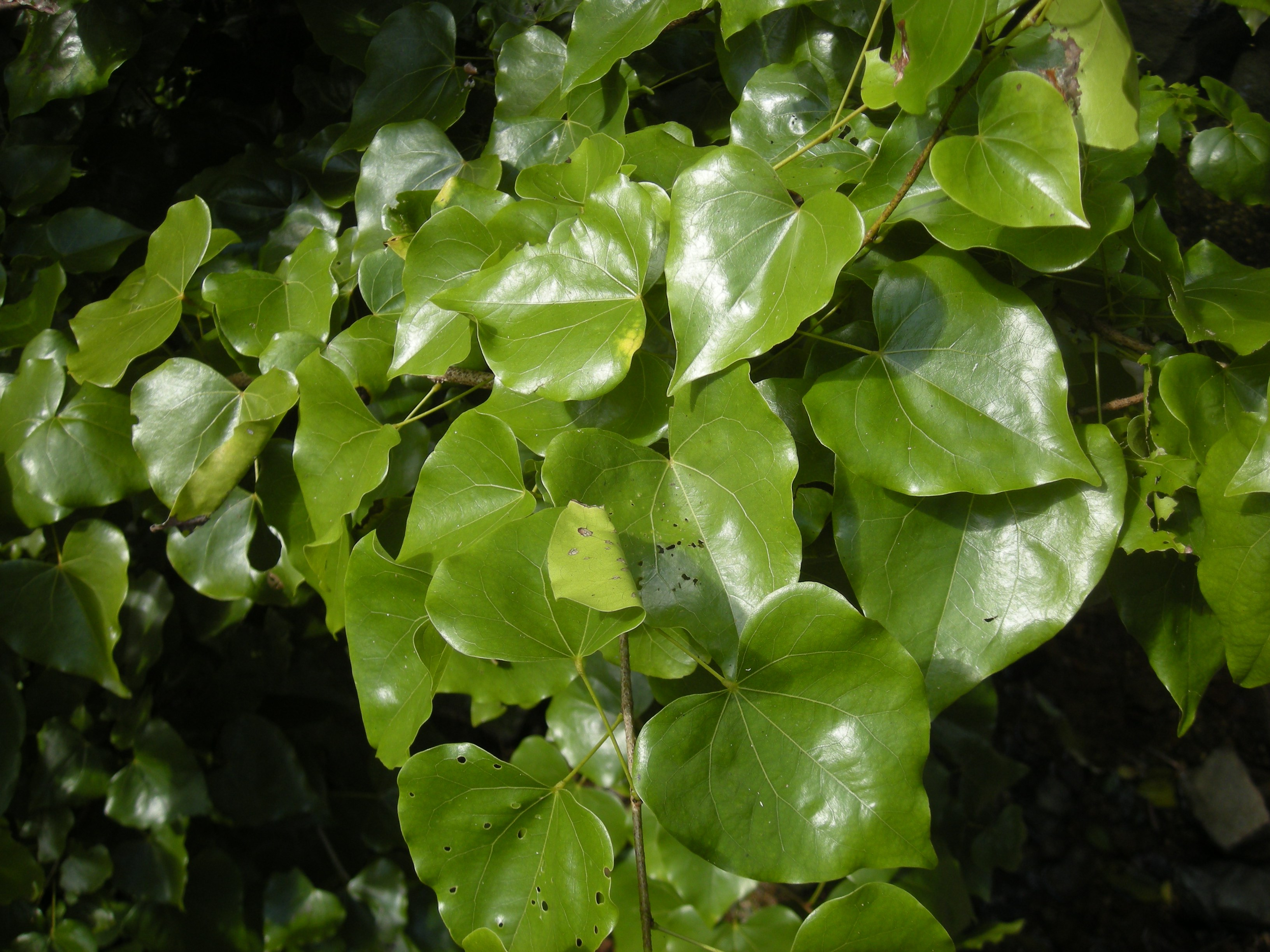